# Sam Swope
Sam Swope nasceu em Gettysburg, frequentou a Middlebury College e terminou os seus estudos na Universidade de Oxford. Decidiu nesta altura não enveredar por uma carreira de professor, mas perseguir o seu sonho e foi para Nova Iorque para se tornar escritor. Hoje em dia, com cinco livros publicados, faz visitas a escolas como autor e promove oficinas de escrita criativa para professores. Sam Swope é o presidente da New York Public Library Seminars of High School English Teachers.

## Livros
- The Araboolies of Liberty Street
- The Krazees
- Gotta go! Gotta go!
- Jack and the Seven Deadly Giants
- I am a pencil